# Изомер (нуклеарни)
Изомер (нуклеарни) је атомско језгро са истим бројем и протона и неутрона као основно стабилно језгро, али са различитим побуђеним стањима нуклеона, па према томе и различитим особинама. Другом речима, ради се о побуђеним (метастабилиним) краткоживећим стањима (с временом полуживота 10-9 s или дужим) једног те истог атомског језгра. Једини познати стабилни изомер који се јавља у природи је Та-180m чије је време полуживота процењено на 1015 година. Сви остали живе краће од секунде осим хафнијума-178m који има време полуживота 31 годину.